# قانون استرجن

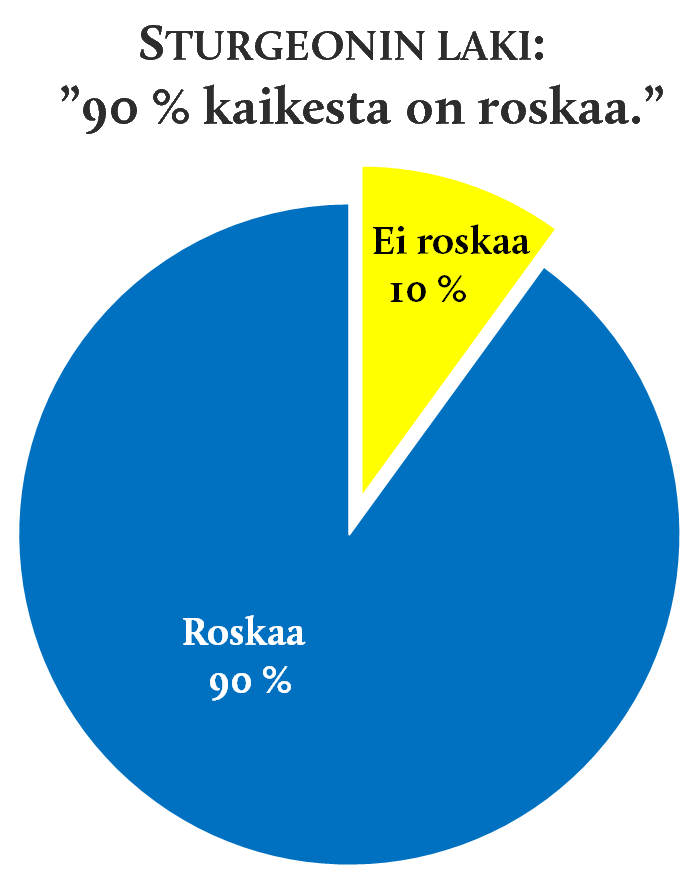
نمودار قانون استرجن

قانون استرجن یک حکمت عامیانه است که مطابق آن گفته می‌شود «نود درصد همه‌چیز چرند است». قانون استرجن به یاد نویسندهٔ آمریکایی، تئودور استورجن، که برای نخستین بار آن را مطرح کرد نام‌گذاری شده‌است.